# Miscon

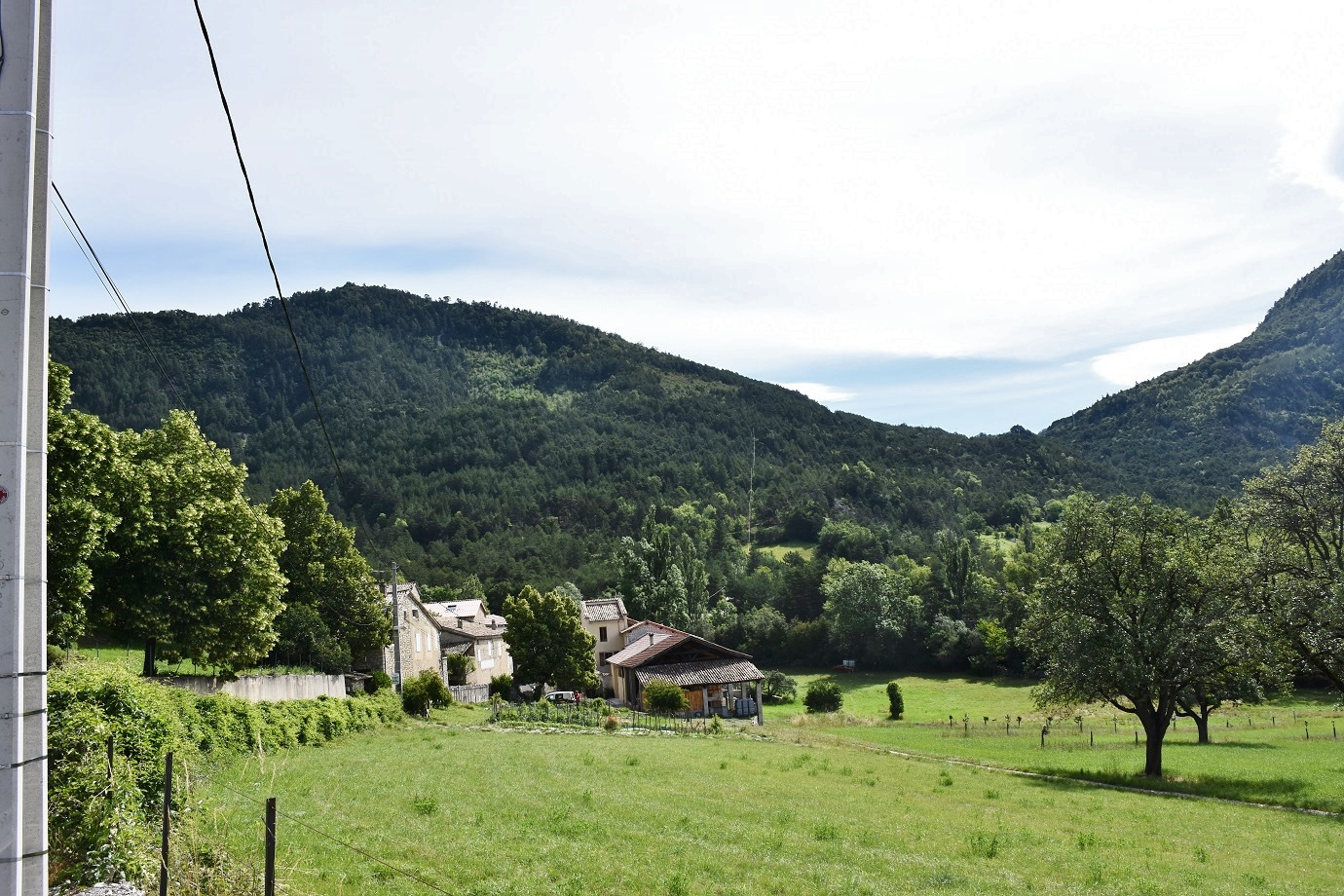
Miscon (2020)

Miscon ist eine französische Gemeinde im Département Drôme in der Gemeinde Auvergne-Rhône-Alpes. Sie gehört zum Kanton Le Diois und zum Arrondissement Die. Sie grenzt im Norden an Menglon, im Osten an Boulc, im Süden an Lesches-en-Diois und im Westen an Luc-en-Diois.

## Bevölkerungsentwicklung
| Jahr                       | 1962 | 1968 | 1975 | 1982 | 1990 | 1999 | 2006 | 2016 |
| -------------------------- | ---- | ---- | ---- | ---- | ---- | ---- | ---- | ---- |
| Einwohner                  | 50   | 36   | 30   | 28   | 38   | 47   | 48   | 56   |
| Quellen: Cassini und INSEE |      |      |      |      |      |      |      |      |